# دهمین مراسم جایزه انجمن بازیگران فیلم
 دهمین مراسم جایزه انجمن بازیگران فیلم (به انگلیسی: 10st Screen Actors Guild Awards) به افتخار بهترین بازیگران فیلم و تلویزیون سال ۲۰۰۳ برگزار شد.

## نامزدی‌ها و جوایز

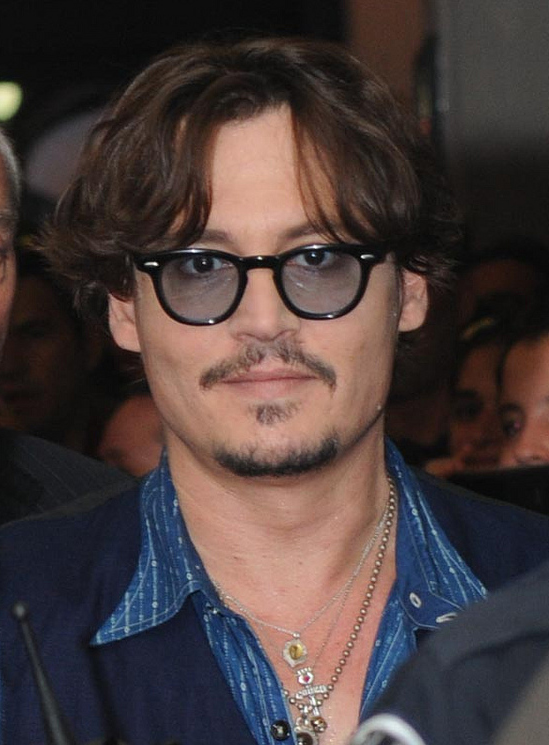
جانی دپ، برنده بهترین بازیگر مرد فیلم درام

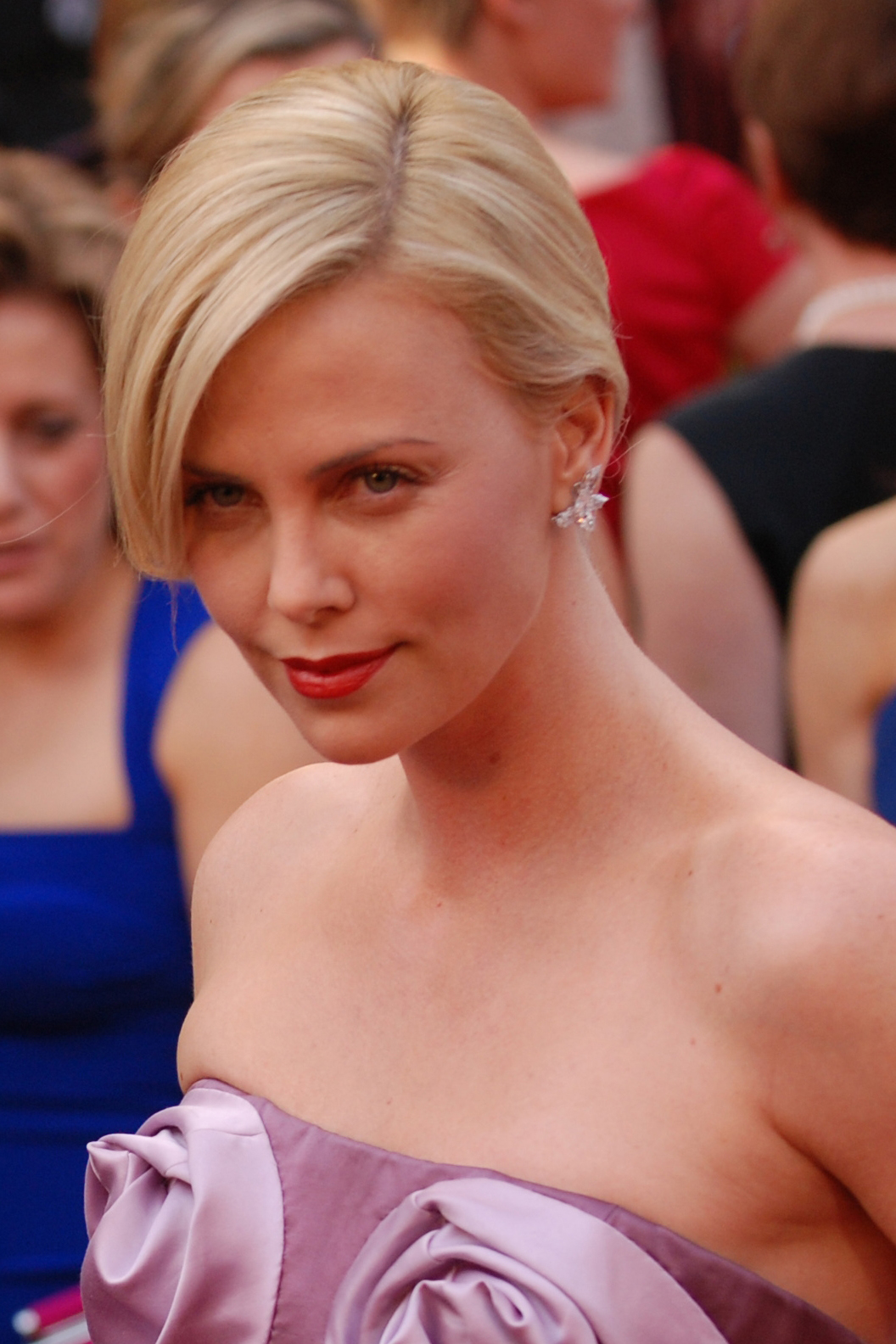
شارلیز ترون، برنده بهترین بازیگر زن فیلم درام

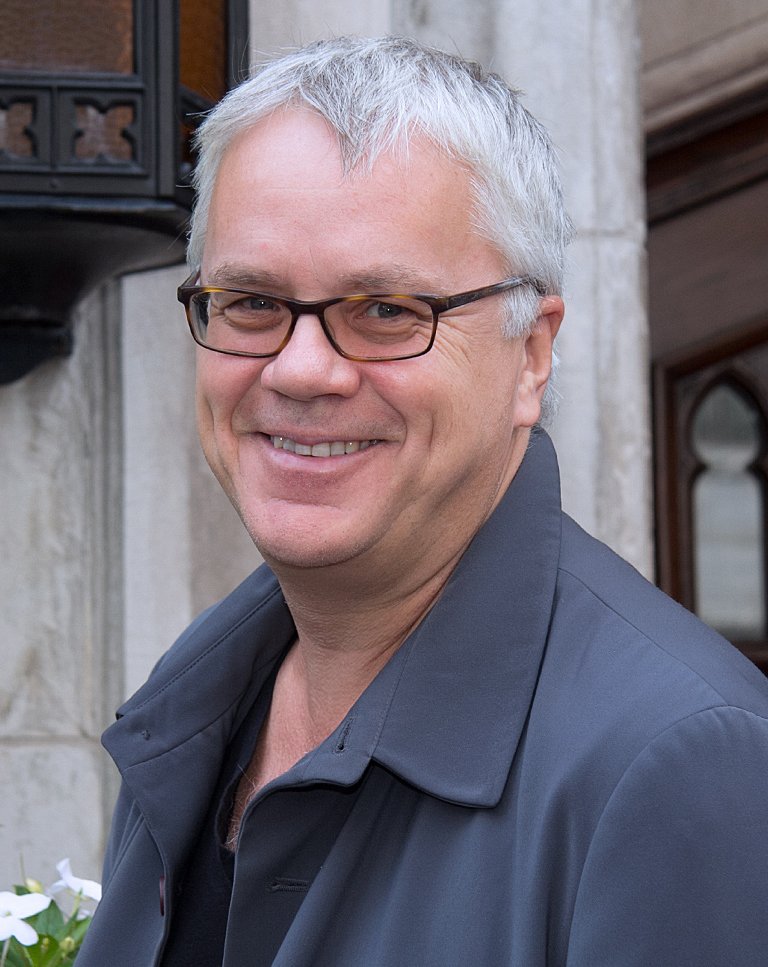
تیم رابینز، برنده بهترین بازیگر مکمل زن فیلم درام

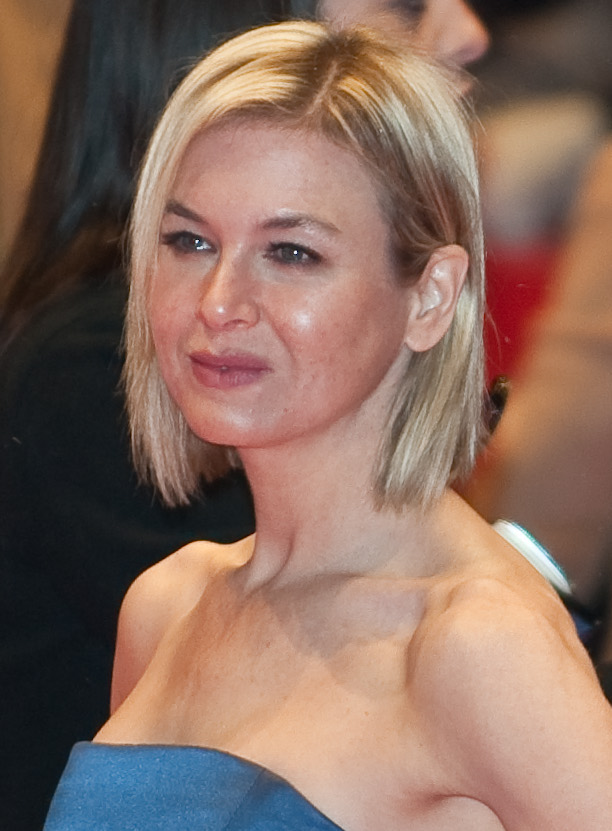
رنه زلوگر، برنده بهترین بازیگر مکمل زن فیلم درام

| جانی دپ      | برای فیلم |
| پیتر دینکلیج | برای فیلم |
| بن کینگزلی   | برای فیلم |
| بیل مری      | برای فیلم |
| شان پن       | برای فیلم |

| شارلیز ترون       | برای فیلم |
| پاتریشیا کلارکسون | برای فیلم |
| دایان کیتن        | برای فیلم |
| نائومی واتس       | برای فیلم |
| ایوان ریچل وود    | برای فیلم |

| تیم رابینز         | برای فیلم                                                |
| الک بالدوین        | پرونده:Alec Baldwin at the 2010 SAG Awards.jpg برای فیلم |
| کریس کوپر (بازیگر) | برای فیلم                                                |
| بنیسیو دل تورو     | برای فیلم                                                |
| کن واتانابه        | برای فیلم                                                |

| رنه زلوگر         | برای فیلم |
| ماریا بلو         | برای فیلم |
| کیشا کاستل-هیوز   | برای فیلم |
| پاتریشیا کلارکسون | برای فیلم |
| هالی هانتر        | برای فیلم |

## برندگان مرد و زن سریال تلویزیونی

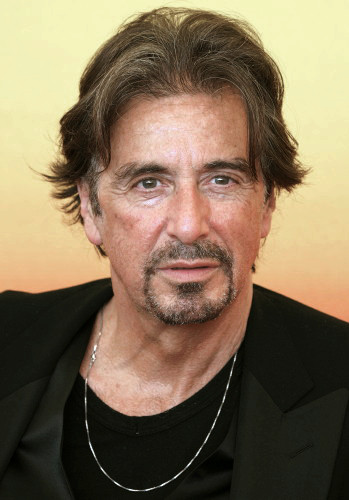
آل پاچینو عملکرد فوق العاده توسط یک بازیگر مرد در یک مینی سریال یا فیلم تلویزیونی
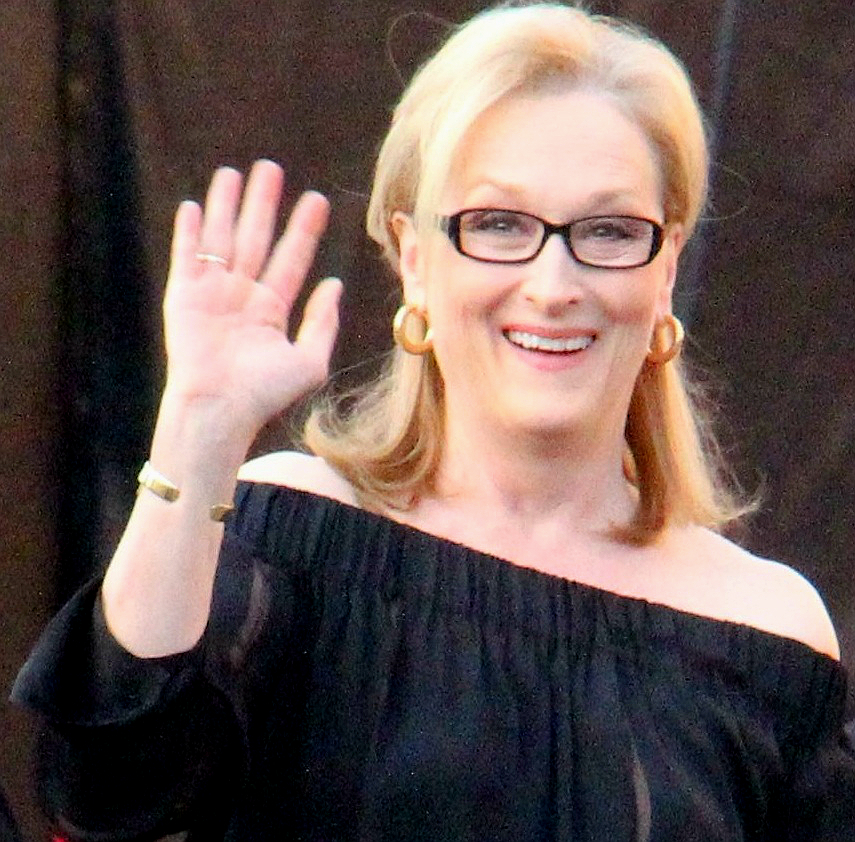
مریل استریپ عملکرد فوق العاده توسط یک بازیگر زن در یک مینی سریال یا فیلم تلویزیونی
کیفر ساترلند عملکرد فوق العاده توسط یک بازیگر مرد در یک سریال درام

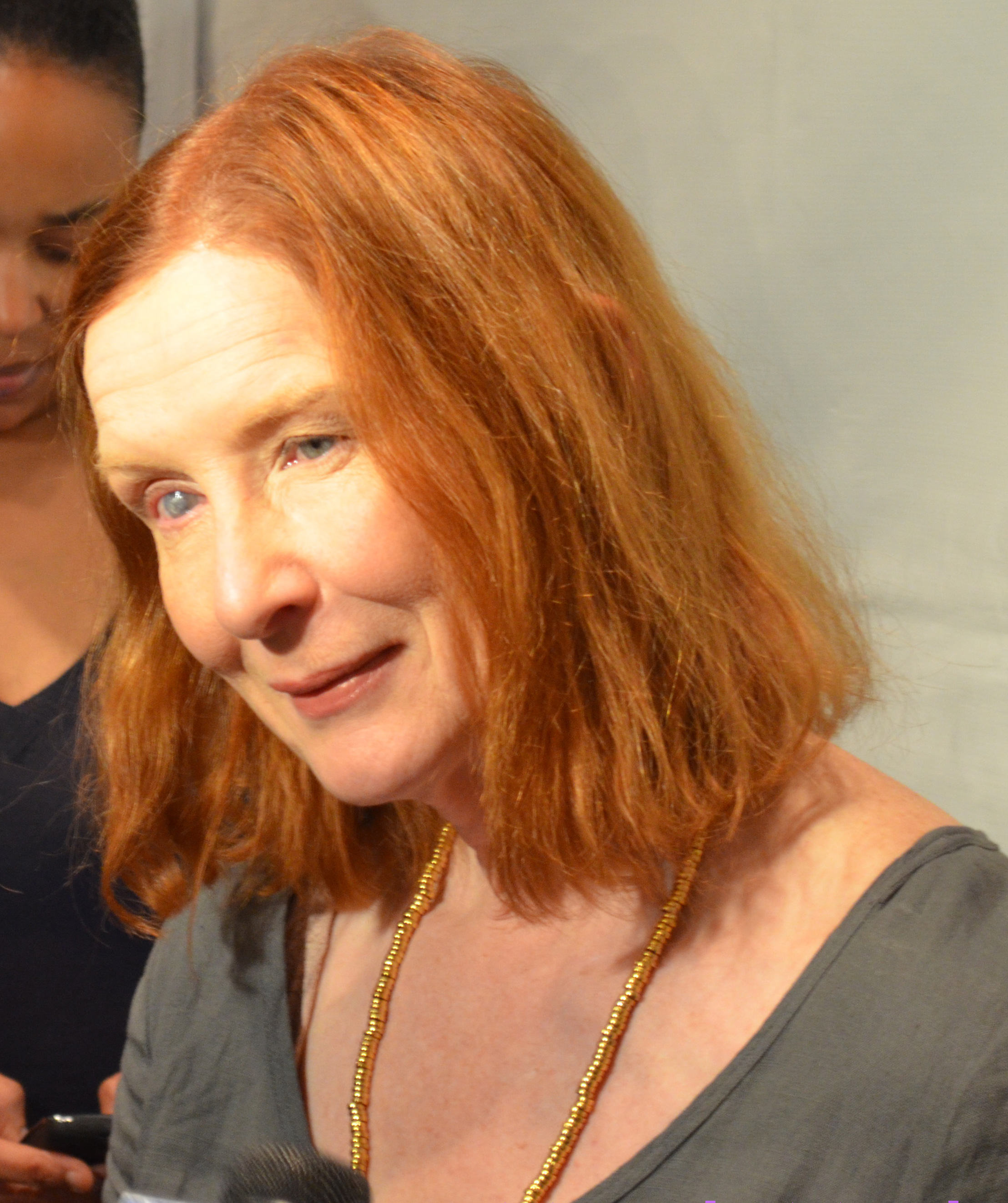
فرانسیس کونروی عملکرد فوق العاده توسط یک بازیگر زن در یک سریال درام
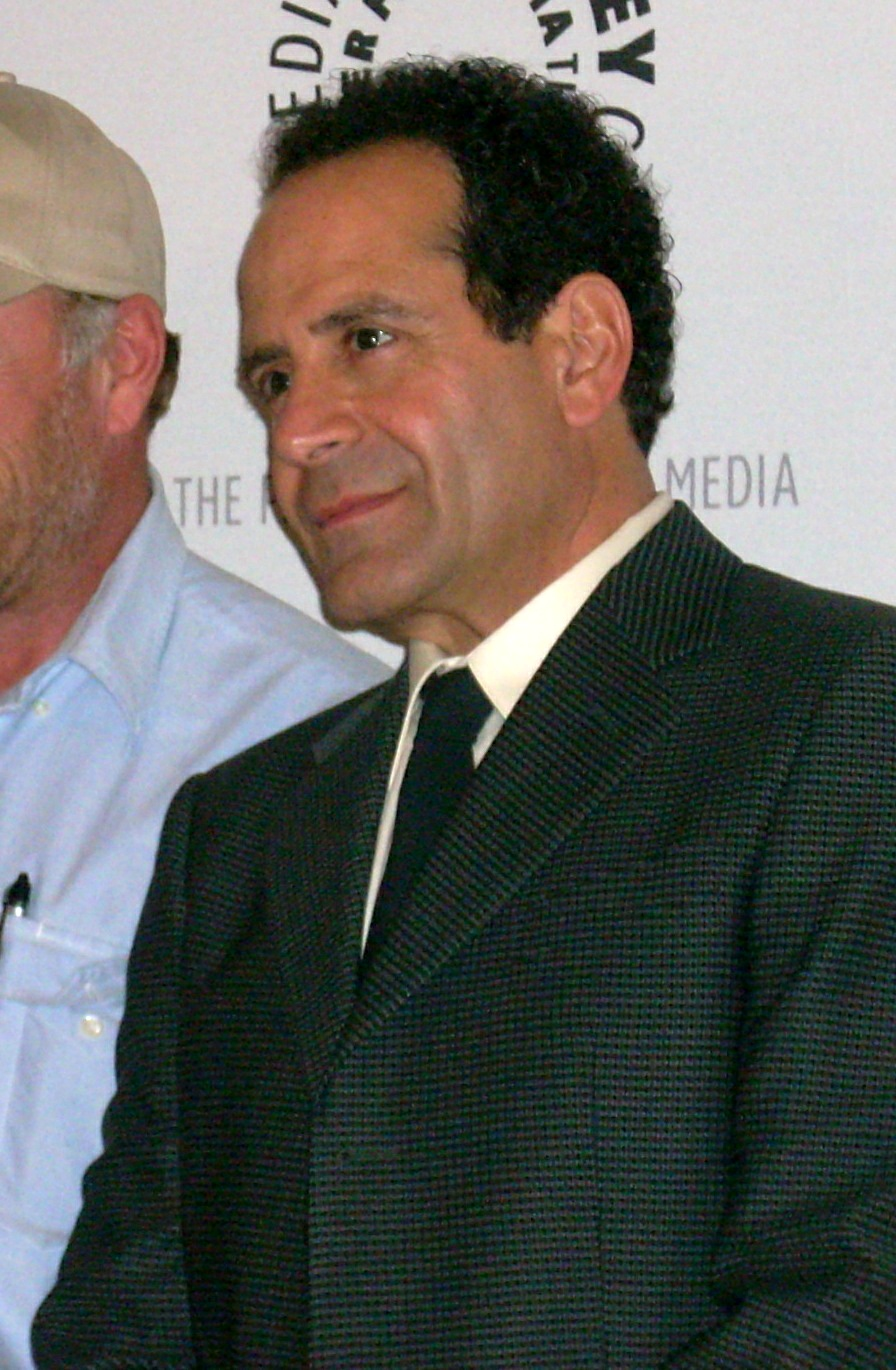
تونی شالهوب عملکرد فوق العاده توسط یک بازیگر مرد در یک سریال کمدی
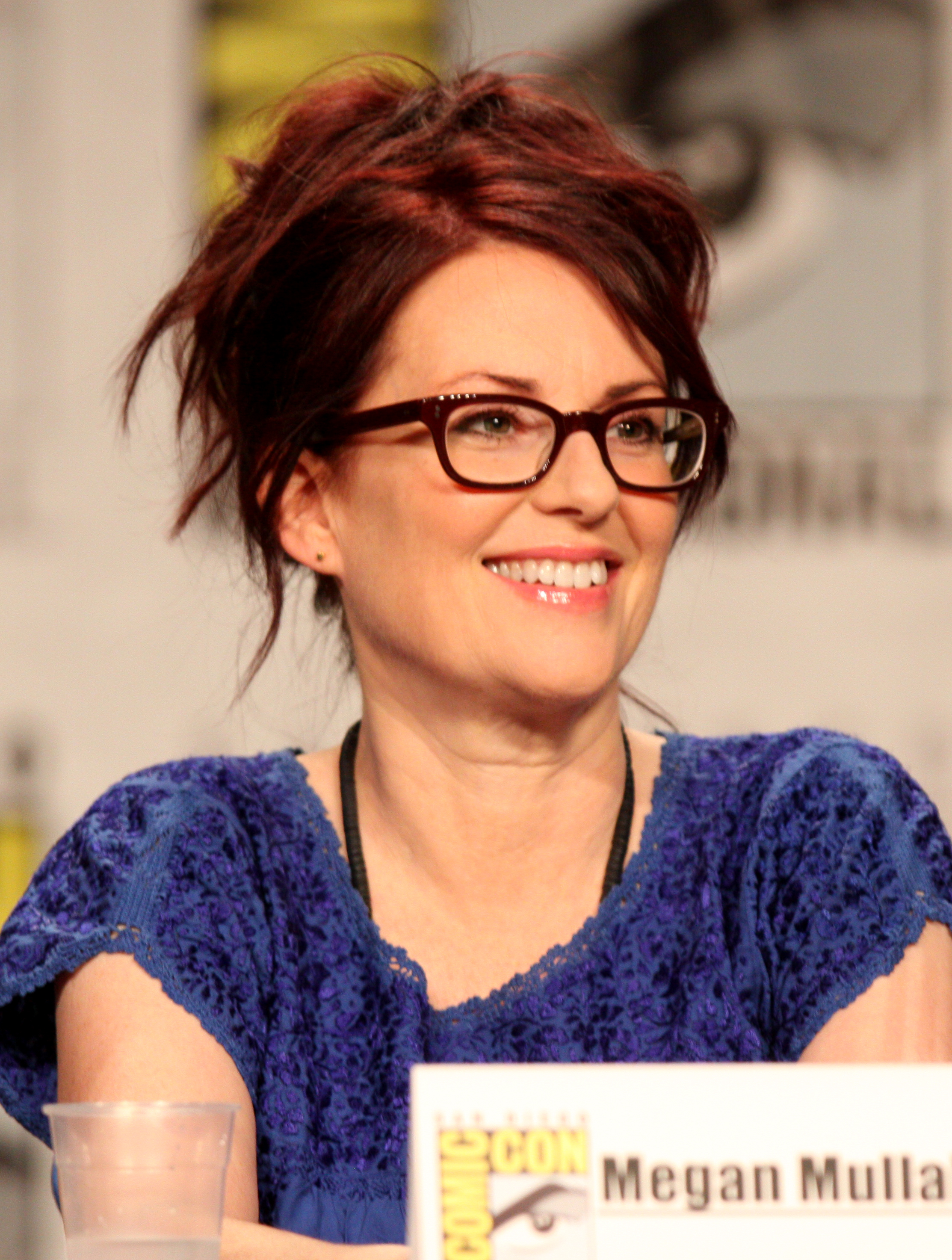
مگان مولالی عملکرد فوق العاده توسط یک بازیگر زن در یک سریال کمدی